# خانه موسوی‌نژاد
خانه موسوی نژاد مربوط به دوره پهلوی اول است و در مشهد، میدان شهدا، کوچه حاج آقا جان، جنب هتل غدیر واقع شده و این اثر در تاریخ ۱۲ تیر ۱۳۸۴ با شمارهٔ ثبت ۱۲۰۷۴ به‌عنوان یکی از آثار ملی ایران به ثبت رسیده است.